# Bielsk (Mazovië)
Bielsk is een dorp in het Poolse woiwodschap Mazovië, in het district Płocki. De plaats maakt deel uit van de gemeente Bielsk en telt 2000 inwoners.